# アレックス・ヒッチンガー
アレックス・ヒッチンガー（Alex Hitzinger, 1971年10月23日 - ）は、ドイツ（旧西ドイツ）出身の自動車技術者。
主にモータースポーツのエンジニアとして活動。WRCに参戦した「トヨタ」や「フォード・コスワース」、F1に参戦している「レッドブル」や「トロ・ロッソ」の技術部門を歴任した。近年は、自動車産業に携わっている。

## 人物
バイエルン州パッサウ出身。学生時代以前からモータースポーツの機械工学に興味を持ち、地元の応用科学大学ランツフート校の工業科に進学。そしてイギリスのウォーリック大学に入校し、自動車エンジンの分野を専攻。同校ビジネス・スクールにて経営学修士を取得した。卒業後に母国ドイツを本拠とする「トヨタ・モータースポーツ」の開発エンジニアとして勤務する。
1997年からトヨタに復帰したラリードライバー カルロス・サインツの担当スタッフとして活動していたが、2000年からサインツと共に「フォード・コスワース」に移籍した。同年から2002年にかけ、世界ラリー選手権（WRC）部門のプロジェクトマネージャーに就任。2003年はWRC参戦についての統括責任者としてフォード・フォーカスの開発を担当。2004年からは、コスワースのF1部門プロジェクトマネージャー。2005年は同チーフエンジニアに昇格し「レッドブル・レーシング」や「ミナルディ」（トロ・ロッソの前身）にエンジンを供給した。
コスワースを離脱し、2006年からレッドブル・テクノロジーの先端技術チーフに就任。また同年半ばには、ガブルエル・トレドッツィから「スクーデリア・トロ・ロッソ」のテクニカルディレクターも引き継ぎ、2007年3月にジョルジオ・アスカネッリにその座を譲るまでその職を務めた。
2011年、WEC世界耐久選手権に参戦の「ポルシェ」チームに移籍し、テクニカルディレクターを担当。2016年に退社後、Apple社の電気自動車プロジェクトに参加。
2019年初頭、「フォルクスワーゲン」の技術開発責任者に就任。